# Bolsa del Clima de Chicago
La Bolsa del Clima de Chicago o Mercado Climático de Chicago (CCX) fue el único sistema voluntario de comercio de derechos de emisión en América del Norte enfocado en los gases de efecto invernadero de las fuentes de emisión y los proyectos de reducción en América del Norte y Brasil.
Durante su período de actividad, la CCX empleó una verificación independiente, e incluyó seis gases de efecto invernadero, a saber: dióxido de carbono, metano, óxido nitroso, hexafluoruro de azufre, perfluorocarbonos e hidrofluorocarbonos. Se negociaron derechos de emisión de esos gases de efecto invernadero entre 2003 y 2010. Las empresas que se unieron a la bolsa se comprometieron a reducir sus emisiones agregadas en un 6% para 2010. La CCX tenía una línea de base agregada de 680 millones de toneladas métricas de CO2 equivalente.
La CCX dejó de comerciar créditos de carbono a finales de 2010 debido a la inactividad en los mercados de carbono de los Estados Unidos, aunque se pretendía seguir facilitando los intercambios de carbono.